# Daman
För andra betydelser, se Daman (olika betydelser).
Daman är huvudstaden i det indiska unionsterritoriet Dadra och Nagar Haveli och Daman och Diu (till 2020 i Daman och Diu), och är samtidigt huvudort för distriktet Daman. Folkmängden uppgick till 44 282 invånare vid folkräkningen 2011.